# Радіофізика
Радіофізика — розділ фізики, що вивчає коливально-хвильові процеси різноманітної природи, зокрема радіохвилі, оптику, НВЧ.
В Україні радіофізичні факультети відкриті у наступних ВНЗ:
- Київський національний університет імені Тараса Шевченка (1952)
- Харківський національний університет ім. В. Н. Каразіна (1952)

Кафедри радіофізики існують у наступних ВНЗ:
- Таврійський національний університет ім. В. І. Вернадського (1986)
- Донецький національний університет (1991)
- Донбаський державний технічний університет (1999)
- Дніпропетровський національний університет імені Олеся Гончара
- Львівський національний університет імені Івана Франка та ін.